# Nassause gulden
De Nassause Gulden was de munteenheid van het vorstendom, later hertogdom Nassau. Dit muntstelsel van Nassau was geen decimaal stelsel.
Het muntstelsel was als volgt opgezet:

8 Heller = 4 Pfennige = 1 Kreuzer

60 Kreuzer = 1 Gulden

2 Gulden = 1 Taler

3½ gulden = 2 vereintaler
De guldenstandaard werd ook gebruikt in ander Zuid-Duitse vorstendommen en in Oostenrijk van 1848-1892. Het Nederlandse woord voor Taler is Daalder of op zijn Engels Dollar.